# Timespace - The Best of Stevie Nicks
Albums de Stevie Nicks
The Other Side of the Mirror
(1989) Street Angel
(1994)
Timespace – The Best of Stevie Nicks est une compilation de la chanteuse américaine et membre de Fleetwood Mac Stevie Nicks. L'album comprend ses principaux tubes ainsi que trois nouvelles chansons: "Sometimes It's a Bitch", "Love's a Hard Game to Play", et "Desert Angel" (qu'elle a écrite pour les hommes et les femmes combattant dans la Guerre du Golfe). Le livret du CD contient des notes écrites par Stevie Nicks elle-même racontant l'histoire derrière chaque chanson de l'album.
Depuis sa sortie, Timespace s'est vendu à 1 563 000 exemplaires aux États-Unis et a été certifié disque de platine en 1997 par la RIAA. Au Royaume-Uni, il a été certifié disque d'or, s'étant vendu à plus de 100 000 exemplaires.

## Liste des titres
| 1.    | Sometimes It's a Bitch (Titre inédit)              | Jon Bon Jovi/Billy Falcon  | 4:37 |
| 2.    | Stop Draggin' My Heart Around (Duo avec Tom Petty) | Tom Petty/Michael Campbell | 4:04 |
| 3.    | Whole Lotta Trouble (Remix)                        | Nicks/Campbell             | 4:30 |
| 4.    | Talk to Me                                         | Chas Sanford               | 4:10 |
| 5.    | Stand Back                                         | Nicks                      | 4:56 |
| 6.    | Beauty and the Beast                               | Nicks                      | 6:04 |
| 7.    | If Anyone Falls                                    | Nicks/Stewart              | 4:07 |
| 8.    | Rooms on Fire                                      | Nicks/Rick Nowels          | 4:39 |
| 9.    | Love's a Hard Game to Play (Titre inédit)          | Bret Michaels/Pat Schunk   | 5:02 |
| 10.   | Edge of Seventeen                                  | Nicks                      | 5:27 |
| 11.   | Leather and Lace (Duo avec Don Henley)             | Nicks                      | 3:48 |
| 12.   | I Can't Wait                                       | Nicks/Nowels/E. Pressly    | 4:36 |
| 13.   | Has Anyone Ever Written Anything for You           | Nicks                      | 4:37 |
| 14.   | Desert Angel (Titre inédit)                        | Nicks/Campbell             | 5:21 |
| 66:06 |                                                    |                            |      |

## Classements
| Année | Palmarès    | Position |
| ----- | ----------- | -------- |
| 1991  | États-Unis  | 30       |
| 1991  | Royaume-Uni | 15       |
| 1991  | Australie   | 13       |
| 1991  | Canada      | 38       |